# Birgit Zotz
Birgit Zotz é uma escritora austríaca, antropóloga cultural e especialista em estudos de gestão hoteleira.

## Vida pessoal
Nascido em Waidhofen an der Thaya, na Baixa Áustria, Zotz cresceu no Waldviertel e em Viena. De 1993 a 1997 frequentou o Franz Schubert Konservatorium em Viena, onde estudou saxofone. Ela obteve um mestrado em estudos de turismo na Universidade Johannes Kepler de Linz em 2008 e mais tarde obteve um mestrado em etnologia na Universidade de Viena. Ela é casada com Volker Zotz, um eminente filósofo austríaco e um prolífico autor de língua alemã.

## Carreira
Birgit Zotz publicou livros, ensaios e artigos sobre a cultura budista, misticismo e a construção de imagem no turismo. Ela é professora na Faculdade Internacional de Turismo e Gestão em Bad Vöslau. Desde 2005 ela é presidente do Komyoji, um centro internacionalmente reconhecido pelo estudo do budismo na Áustria. Ela é pesquisadora da filosofia e vida do Lama Anagarika Govinda, cuja biografia ela escreveu.

## Livros
- Das Image des Waldviertels als Urlaubsregion(A imagem do Waldviertel como região de férias). Universidade de Economia e Negócios de Viena 2006
- Das Image Tibets als Reiseziel im Spiegel deutschsprachiger Medien(A imagem do Tibete como destino de viagem refletida na mídia de língua alemã). Linz: Universidade Kepler 2008
- Das Waldviertel – Zwischen Mystik und Klarheit. Das Image einer Region als Reiseziel.(O Waldviertel - entre misticismo e clareza. A imagem de uma região como destino turístico). Berlin: Köster 2010, ISBN 978-3-89574-734-2
- Destination Tibet. Touristisches Image zwischen Politik und Klischee (Destino Tibete. Imagem turística entre política e clichê). Hamburg: Kovac 2010, ISBN 978-3-8300-4948-7
- Zur europäischen Wahrnehmung von Besessenheitsphänomenen und Orakelwesen in Tibet (Sobre a percepção europeia de fenômenos de possessão e oráculos no Tibete). Universidade de Viena 2010 .